# ミスター・アーサー
『ミスター・アーサー』（Arthur）は、スティーヴ・ゴードン監督・脚本による1981年のアメリカ合衆国のコメディ映画である。
アカデミー賞では4部門でノミネートされ、助演男優賞と歌曲賞を受賞した。
1988年に続編の『ミスター・アーサー2』が公開された。また2011年にはラッセル・ブランド主演で同名のリメイク版が公開された。
日本では1992年にミュージカル化されシアター・ドラマシティで上演された。

## ストーリー
ニューヨークの大富豪の御曹司のアーサー・バックは何不自由なく遊び回る毎日を送っていたが、あるとき父親から政略結婚を命じられ、逆らえば遺産を相続させないと告げられた。遺産が欲しいアーサーは観念して結婚しようとするが、街で出会ったリンダと恋に落ちてしまう。

## キャスト
※括弧内は日本語吹替（ソフト未収録）
- アーサー・バック - ダドリー・ムーア（安原義人）
- リンダ・マローラ - ライザ・ミネリ（弥永和子）
- ホブソン - ジョン・ギールグッド（中庸助）
- マーサ・バック - ジェラルディン・フィッツジェラルド
- スーザン・ジョンソン - ジル・アイケンベリー（榊原良子）
- バート・ジョンソン - スティーブン・エリオット（池田勝）
- ラルフ・マローラ - バーニー・マーティン（島香裕）
- ビッターマン - テッド・ロス
- スタンフォード・バック - トーマス・バーバー
- グロリア - アン・デ・サルヴォ
- 役員 - ポール・グリーソン（西村知道）

## 評価
アメリカン・フィルム・インスティチュートが選ぶ「アメリカ喜劇映画ベスト100」では53位となった。また主題歌の『ニューヨーク・シティ・セレナーデ』（原題： "Arthur's Theme (Best That You Can Do)" ）が「アメリカ映画主題歌ベスト100」では79位となった。

### 受賞とノミネート
| 賞                           | 部門                                    | 候補者 | 結果       |
| ---------------------------- | --------------------------------------- | --- | ---------- |
| アカデミー賞                 | 主演男優賞                              | ダドリー・ムーア | ノミネート |
| アカデミー賞                 | 助演男優賞                              | ジョン・ギールグッド | 受賞       |
| アカデミー賞                 | 脚本賞                                  | スティーヴ・ゴードン | ノミネート |
| アカデミー賞                 | 歌曲賞                                  | バート・バカラック、キャロル・ベイヤー・セイガー、クリストファー・クロス、ピーター・アレン 「ニューヨーク・シティ・セレナーデ」 | 受賞       |
| ゴールデングローブ賞         | 作品賞 (ミュージカル・コメディ部門)     | 『ミスター・アーサー』 | 受賞       |
| ゴールデングローブ賞         | 主演男優賞 (ミュージカル・コメディ部門) | ダドリー・ムーア | 受賞       |
| ゴールデングローブ賞         | 助演男優賞                              | ジョン・ギールグッド | 受賞       |
| ゴールデングローブ賞         | 主題歌賞                                | バート・バカラック、キャロル・ベイヤー・セイガー、クリストファー・クロス、ピーター・アレン "Best That You Can Do"               | 受賞       |
| 英国アカデミー賞             | 助演男優賞                              | ジョン・ギールグッド | ノミネート |
| 英国アカデミー賞             | 作曲賞                                  | バート・バカラック | ノミネート |
| ニューヨーク映画批評家協会賞 | 助演男優賞                              | ジョン・ギールグッド | 受賞       |
| ロサンゼルス映画批評家協会賞 | 助演男優賞                              | ジョン・ギールグッド | 受賞       |